# Bjarki Gunnlaugsson
Bjarki Bergmann Gunnlaugsson (Akranes, 6 maart 1973) is een IJslands voormalig voetballer die als aanvaller of aanvallende middenvelder speelde. Ook zijn tweelingbroer Arnar en hun tien jaar jongere broertje Garðar waren voetballer.

## Clubcarrière
Bjarki begon bij ÍA waar hij een veelscorende middenvelder was. Na een stage werden Arnar en Bjarki in november 1992 door Feyenoord gecontracteerd. Aanvankelijk kreeg Feyenoord geen werkvergunning voor de tweelingbroers en pas na een beroep bij de Hoge Raad waren ze vanaf januari 1993 speelgerechtigd. Bij Feyenoord raakte Bjarki bijna direct geblesseerd en zou uiteindelijk nooit in actie komen voor het eerste team. Zijn broer Arnar kwam tot 9 competitiewedstrijden. In het seizoen 1995/96 werden beiden verhuurd aan het Duitse 1. FC Nürnberg. In de 2. Bundesliga kwamen beiden geregeld aan bod. De met financiële problemen kampende club nam de tweeling echter niet over. Bij Feyenoord was er voor beiden ook geen perspectief waardoor ze enkele maanden verhuurd werden aan hun oude club ÍA. Per november 1995 ging de tweeling uit elkaar. Bjarki werd over gedaan aan het Duitse SV Waldhof Mannheim terwijl Arnar naar het Franse FC Sochaux-Montbéliard ging. Bij Waldhof Mannheim scoorde Bjarki 9 doelpunten in 14 wedstrijden in de 2. Bundesliga.
Medio 1997 ging hij naar het Noorse Molde FK. Daar deed hij het goed en werd in de zomer van 1998 voor 2 miljoen Noorse kroon aangetrokken door SK Brann. Bij Brann kwam hij echter niet verder dan een reserverol en begin 1999 keerde hij terug naar IJsland bij KR. Daar bloeide hij op en scoorde 11 doelpunten in 16 wedstrijden waarna hij medio 1999 gecontracteerd werd door het Engelse Preston North End. Met de club werd hij in 2000 kampioen in de Second Division. Bjarki kreeg steeds meer last van een heupblessure en toen meerdere operaties geen oplossing boden, werd hij eind 2001 afgekeurd voor het spelen van betaald voetbal.
In april 2002 maakte hij een rentree bij de IJslandse amateurclub Deiglan die uitkwam in de 3. deild karla. Bij zijn jeugdclub ÍA scoorde hij later dat jaar 7 doelpunten in 7 wedstrijden. Tussen 2003 en 2005 speelde hij bij KR. In 2008 ging hij weer samen spelen met zijn tweelingbroer bij FH. Bjarki besloot zijn loopbaan eind 2012.

## Interlandloopbaan
Bjarki doorliep alle IJslandse jeugdelftallen. Hij debuteerde in oktober 1993 voor het IJslands voetbalelftal in een vriendschappelijke wedstrijd tegen de Tunesië. In februari 2000 speelde hij zijn laatste interland in een vriendschappelijke wedstrijd tegen de Faeröer. Bjarki speelde 27 interlands waarin hij 7 doelpunten maakte.

## Latere carrière
Tweemaal fungeerde hij met zijn tweelingbroer ad-interim als hoofdcoach bij ÍA. In 2011 begon hij met enkele IJslandse oud-sporters het sportmanagementbureau Total Football dat later onderdeel werd van de Stellar Group.

## Erelijst
ÍA
Úrvalsdeild: 1992, 1995
1. deild karla: 1991
 Feyenoord
Eredivisie: 1992/93
 KR
Úrvalsdeild: 1999, 2003
IJslandse voetbalbeker: 1999
IJslandse Supercup: 2003
 Preston North End
Football League Second Division: 2000
 FH
Úrvalsdeild: 2008, 2012
IJslandse voetbalbeker: 2007, 2010
IJslandse ligabeker: 2007
IJslandse Supercup: 2007, 2010, 2011